# 배유진
배유진(Bae Yu Jin, 2002년 4월 30일 ~ )은 2017년에 데뷔한 대한민국의 여자 모델이다. 아버지가 나이지리아인이고, 어머니가 한국인이다.

## 학력
- 서울등원중학교 (졸업)
- 서울한광고등학교 (졸업)
- 서울호서예술실용전문학교 (연극전공/모델연기예술계열 / 재학)

## 경력
- 전(前) '레인보우 합창단' 단원
- 얼루어(ALLURE) 화보 (2017)
- 에스에스(S/S) 서울패션위크 모델 (2018)
- 베네통 화보 (2018)
- F/W 서울패션위크 디앤티도트 모델 (2019)

## 출연작

### 방송
- 둥지탈출 3 (2018~2019)
- 애들 생각 (2019)
- 캡틴 (2020) - Top61
- 하트가 빛나는 순간 (2021) - 이서우 역
- 써클하우스 (2022)

### CF
- GQ 코리아 - 샤이니 키와 베네통이 함께한 FIND YOUR COLOR! (2021)
- F/W 티백서울패션위크 (2021)

### 뮤직비디오
- 임현식 <DEAR LOVE> (2019)